# Калачёвский
Калачёвский — хутор в Киквидзенском районе Волгоградской области России, административный центр Калачёвского сельского поселения.
Население — 2021 (210)

## История
Хутор Калачёв относился к юрту станицы Филоновской Хопёрского округа Земли Войска Донского (с 1870 — Область Войска Донского). В 1859 года на хуторе проживали 132 мужчины и 128 женщин. Согласно переписи населения 1897 года на хуторе проживали 200 мужчин и 227 женщин, из них грамотных: мужчин — 77 (38,5 %), грамотных женщин — 6 (2,6 %).
Согласно алфавитному списку населённых мест Области Войска Донского 1915 года земельный надел хутора составлял 3320 десятин, здесь проживало 512 мужчин и 483 женщины, имелись хуторское правление, Иоанно-Богословская церковь, церковно-приходская школа, приходское училище, общество мелкого кредита, три ветряных мельницы, почтовое отделение, овчинный завод.
С 1928 году хутор — в составе Преображенского района (в 1936 году переименован в Киквидзенский район) Хопёрского округа (упразднён в 1930 году) Нижне-Волжского края (с 1934 года — Сталинградский край, с 1936 года — Сталинградская область, с 1961 года — Волгоградская область).

## География
Хутор находится на юго-западе Киквидзенского района в пределах Хопёрско-Бузулукской равнины, являющейся южным окончанием Окско-Донской низменности, на реке Карман (левый приток реки Бузулук), на высоте около 100 метров над уровнем моря. Профиль долины Кармана асимметричный: правый склон более крутой, чем левый. Почвы — чернозёмы южные и чернозёмы обыкновенные.
По автомобильным дорогам расстояние до областного центра города Волгоград составляет 300 км, до районного центра станицы Преображенской — 27 км.
Климат
Климат умеренный континентальный (согласно классификации климатов Кёппена — Dfb). Многолетняя норма осадков — 448 мм. В течение города количество выпадающих атмосферных осадков распределяется относительно равномерно: наибольшее количество осадков выпадает в июне — 52 мм, наименьшее в феврале — 24 мм. Среднегодовая температура положительная и составляет + 6,8 °С, средняя температура самого холодного месяца января −9,3 °С, самого жаркого месяца июля +21,8 °С.
Часовой пояс
Калачёвский, как и вся Волгоградская область, находится в часовой зоне МСК (московское время). Смещение применяемого времени относительно UTC составляет +3:00.

## Население
Динамика численности населения по годам:
| 1859 | 1873 | 1897 | 1915 | 1987 |
| ---- | ---- | ---- | ---- | ---- |
| 260  | 317  | 427  | 995  | ≈700 |

| 2010 |
| ---- |
| 675  |